# Гребля Мауане
Гребля Мауане (Maouane, Mahouane) – гідротехнічна споруда на півночі Алжиру. Також відома як гребля El Mouan Sétif.
Греблю спорудили в середині 2010-х років на уеді Ель-Гессар (El-Guessar), правій притоці уеду Бусселам (Boussellam), який дренує значну ділянку в південній частині Тель-Атласу та є правою твірною уеду Суммам (Soummam), що впадає в Середземне море на південній околиці Беджаї. Водозбірний басейн самої греблі не дуже великий, проте вона має додаткове джерело ресурсу – перекидання води із розташованого північніше великого водосховища греблі Ігіл-Емда. Транспортування ресурсу відбувається по водоводу довжиною 21 км з діаметром 1,8 метра за допомогою трьох насосів (ще один є резервним) продуктивністю по 1,5 м3/с. 
В межах проекту долину уеду перекрили кам’яно-накидною греблею із глиняним ядром висотою 88 метрів (від фундаменту, висота від дна уеду – 76 метрів), довжиною 884 метра та шириною по гребеню 9 метрів. Зведення споруди потребувало 8 млн м3 матеріалу. 
Гребля утворила водосховище об’ємом 147 млн м3 з нормальним рівнем поверхні 1148,7 метра НРМ, при цьому під час повені рівень може зростати лише до 1149,1 метра НРМ (гребінь споруди знаходиться на позначці 1151,4 метра НРМ).